# Hermes d'Ègion
L'Hermes d'Ègion (en grec: Ερμής του Αιγίου) és una escultura romana de grandària natural, del déu Hermes, trobada a Ègion, al sud de Grècia, a mitjan segle xix. En l'actualitat es troba al Museu Arqueològic Nacional d'Atenes, amb el número d'accés 241. Està gairebé intacta, amb danys menors.

## Història
Hermes d'Ègion es va realitzar en l'època romana, a finals del segle I abans de la nostra era, i principis del segle i, quan August era emperador.

## Descripció
Aquesta estàtua fa 17,1 m d'altura i és feta de marbre pentèlic. Tot i ser creada en època romana, té alguns trets i influència clarament de Lisip de SIció.
Hermes és dempeus, donant suport al seu pes sobre la cama esquerra (contrapposto) mentre que la dreta, relaxada, es doblega pel genoll i s'estira una mica cap a un costat i cap enrere. De l'espatla esquerra li penja una clàmide, enrotllada al voltant del braç esquerre i penjada del suport de marbre, que ací té forma de tronc. A la mà dreta, Hermes sosté una bossa, de la qual no es conserva la part superior, i a l'esquerra un caduceu, que tampoc es conserva. El cap, tallat de manera idealitzada, té trets forts i s'inclina cap a l'esquerra; el cabell, curt i despentinat, està tallat en flocs de mitja lluna i li emmarca el rostre prou a baix en el front.
L'escultura té una certa semblança amb l'Hermes d'Atalante, però és de pitjor qualitat que aquest, i especialment que l'Hermes d'Andros.